# Hans-Jürgen Stenzel
Hans-Jürgen Stenzel (* 8. November 1931 in Wurzen) ist ein ehemaliger deutscher Fußballtrainer und Fußballspieler im Mittelfeld.